# Abbaye de Tornac
Le Monastère de Tornac (Monastère Saint-Étienne), sont un ensemble de ruines monastiques dont on peut voir les vestiges, qui donnent une bonne impression de ce à quoi devait ressembler l'abbaye à son apogée.

## Historique
Le monastère partiellement détruit, était le siège d’une abbaye fondée au VIIe siècle par des moines bénédictins affiliés à l’ordre de Cluny vers 1080. Ruiné au VIIIe siècle, il passe sous la protection de Charlemagne au IXe siècle et est ruiné une nouvelle fois au XVIe siècle, lors des guerres de religion.
L'église Saint-Pierre et Saint-Baudile, une dépendance du monastère construite au XIIe siècle, situé à 300 mètres du monastère, devient l'église communale au XIXe siècle. Cette même église est classée au titre des monuments historiques en 1911.

## Architecture
Monastère
Propriété privée, le monastère est visible de l’extérieur. 
Église Saint Baudile
L'église est à nef unique sur un tracé en croix latine. À l'extérieur, le chevet est orné d'une corniche composée d'une frise à dents-de-scie et d'arcatures,.

## Voir Aussi